# Kęplaste
Jezioro Kieplin, nazywane też Kiełpiastym lub Kęplastym leży w Krainie Wielkich Jezior Mazurskich, na północny wschód od wsi Sumki w gminie Orzysz, powiat piski, województwo warmińsko-mazurskie. Jezioro składa się z dwóch zbiorników: mniejszego zachodniego i większego wschodniego. Akweny te łączy przesmyk przebiegający przez bagnistą groblę między jeziorami. Od strony zachodniej do większego akwenu wpada strumień doprowadzający wodę z jeziora Przylesie, natomiast w części południowej znajduje się odpływ do jeziora Rząśniki.
Jezioro to ma charakter mezotroficzny (średniożyzny). Nad nim rosną łęgi z olszą czarną i jesionem wyniosłym.
Roślinność znajdująca się w wodzie:
- skrzyp bagienny
- bobrek trójlistny
- turzyca nibyciborowata
- nerecznica błotna
- grążel żółty
- grzybień północny

Na jeziorze znajduje się pływające pło. Na jeziorze postawione są pomosty, z których można zobaczyć roślinność wodną. Wokół jeziora, na zboczach, występuje świerk, prawdopodobnie na siedlisku lasu liściastego.
Dowodem tego jest skład runa leśnego, który jest charakterystyczny dla lasów liściastych:
- zawilec gajowy
- przylaszczka pospolita
- sałatnik leśny
- kruszczyk szerokolistny

Dookoła jeziora biegnie ścieżka wydeptana przez wędkarzy.